# Sana Ibrahim
Pour les articles homonymes, voir Ibrahim (homonymie).
Sana Ibrahim (en arabe : سناء ابراهيم), née le 15 janvier 2003 au Caire, est une joueuse professionnelle de squash représentant l'Égypte. Elle atteint, en décembre 2024, la 15e place mondiale sur le circuit international, son meilleur classement.

## Biographie
Elle remporte en 2020 le British Junior Open, le championnat du monde officieux des jeunes, en catégorie moins de 17 ans. En octobre 2019 à l'âge de seize ans, elle reçoit une wild-card pour le championnat du monde, s'inclinant au premier tour face à la no 1 mondiale Raneem El Weleily. En février 2022, elle entre dans le top 50 confirmant une ascension régulière.

## Palmarès

### Finales
- Richardson Wealth Womens PSA Open 2025